# China Resources
China Resources Group или China Resources Holdings Company Limited (華|華 или 潤|潤) — многопрофильный конгломерат, базирующийся в Шэньчжэне (China Resources Tower) и Гонконге (China Resources Building) и имеющий основные активы в материковом Китае. В списке крупнейших компаний мира Fortune Global 500 за 2021 год занимал 69-е место.
Основные сферы интересов China Resources Group — розничная торговля, логистика, жилая, торговая и офисная недвижимость, производство цемента, бетона, лекарственных препаратов, этанола, микроэлектроники, текстиля, пива, безалкогольных напитков и продуктов питания, электроэнергетика, поставки природного газа, финансовые услуги и медицинские услуги.

## История
Компания основана в Гонконге в 1938 году как Liow & Company (聯和公司), инициаторами её создания были такие деятели Коммунистической партии Китая, как Чжоу Эньлай и Чэнь Юнь; целью создания компании было обеспечение импорта оружия и других товаров в материковый Китай для сопротивления японской оккупации. В 1948 году компания была переименована в China Resources Company (華潤公司), её основной задачей стал экспорт китайских товаров через Гонконг.
С 1956 года компания организовывала ярмарки китайских экспортных товаров, ставшие известными как Кантонские ярмарки. В 1962 году была основана дочерняя компания Ng Fung Hong, ставшая основным поставщиком свежего и замороженного продовольствия из Китая в Гонконг. Во время нефтяного кризиса в начале 1970-х годов China Resources обеспечила ввоз добываемой в Китае нефти в Гонконг.
В 1978 году компания первой начала осваивать модель по размещению производства товаров в КНР из импортированных комплектующих с целью их дальнейшего экспорта. В 1983 году China Resources Company была реорганизована в China Resources (Holdings) Company Limited, профиль её деятельности сменился с торгового посредника на инвестиционный холдинг, управляющий компаниями в разных отраслях экономики; в том же году было завершено строительство новой штаб-квартиры — China Resources Building. В 1992 году была куплена компания Winland, переименованная в China Resources Enterprise (акции Winland котировались на Гонконгской фондовой бирже, таким образом у China Resources появилась первая публично торгуемая дочерняя структура). В последующие годы было создано несколько дочерних компаний, акции которых были размещены на бирже: в 1994 году — China Resources Land и China Resources Gas, в 2001 году — China Resources Power, в 2003 году — China Resources Cement Holdings.
В 2002 году China Resources продала корпорации CITIC крупный Hongkong Chinese Bank, в 2005 году продала корпорации China Mobile основанного в 1997 году гонконгского мобильного оператора China Resources Peoples Telephone Company, в 2007 году продала корпорации Sinopec нефтяную компанию China Resources Petroleum Company. В то же время группа активно скупала различные предприятия в материковом Китае, в 2009 году компания утроила размер своих активов по сравнению с 2001 годом.
В 2014 году председатель совета директоров компании Сун Линь был арестован и приговорён к 14 годам тюремного заключения за присвоение общественных фондов в особо крупных размерах (десятки млн юаней).

## Структура

### CR Vanguard
Компания China Resources Vanguard управляет розничными сетями в Гонконге, Гуандуне, Чжэцзяне, Шанхае, Цзянсу, Тяньцзине, Пекине и Хунане. В 2013 году британская сеть супермаркетов Tesco приобрела 20 % розничного бизнеса компании China Resources Enterprise, под управлением которой находилось около 3 тыс. универсамов и супермаркетов в Китае.
По состоянию на 2016 год CR Vanguard имела оборот в 103,5 млрд юаней, более 3,2 тыс. магазинов в 240 городах Китая и 250 тыс. сотрудников. China Resources Vanguard контролирует продуктовые супермаркеты Vanguard, CRC Shop, Blt Express, Ole’, Suguo и V+, магазины у дома U Select, Tesco Express, Fun Square, Lifespace, Voi_la и eVanguard, мини-маркеты Vango.
- Vanguard (Нинбо)
- Vanguard (Чанша)
- Vanguard (Цзянмынь)
- Vanguard (Шэньчжэнь)
- U Select (Гонконг)
- U Select (Гонконг)
- Vanguard (Гонконг)
- VanGO (Гонконг)
- CRC Shop (Пекин)
- Blt Express (Пекин)
- VanGO (Гонконг)
- VanGO (Ханчжоу)

### China Resources Beer Holdings
Компания China Resources Beer Holdings (CR Beer) является крупнейшим производителем пива в Китае, её акции котируются на Гонконгской фондовой бирже. Контрольный пакет акций CR Beer принадлежит совместному предприятию China Resources и Heineken, основные пивоваренные заводы расположены в Пекине, Шэньяне, Шанхае, Чэнду и Цзянсу.
По состоянию на 2020 года CR Beer (Snow) занимала 31,9 % пивного рынка Китая, опережая такие бренды, как Tsingtao (22,9 %), Budweiser (19,5 %), Yanjing (10,3 %) и Carlsberg (7,4 %).

### China Resources Power Holdings
Компания China Resources Power (CR Power) занимается добычей угля, тепловой, ветряной, солнечной и гидроэнергетикой, а также строительством электростанций, дистрибуцией электроэнергии и инвестициями в атомную энергетику. CR Power имеет энергетические и угольные активы в китайских провинциях Внутренняя Монголия, Шаньси, Ляонин, Пекин, Хэбэй, Хэнань, Шаньдун, Цзянсу, Аньхой, Чжэцзян, Хубэй, Хунань, Гуандун, Гуйчжоу, Юньнань и Сычуань. По состоянию на март 2011 года в China Resources Power Holdings работало 24 тыс. человек, рыночная стоимость корпорации составляла почти 8 млрд долларов, а продажи — 4,3 млрд долларов.

### China Resources Land
Компания China Resources Land (CR Land) является крупным застройщиком и оператором недвижимости с активами в городах Пекин, Шанхай, Шэньчжэнь, Сямынь, Чэнду, Ухань, Хэфэй, Ханчжоу, Уси, Далянь, Нинбо, Чанша, Сучжоу, Чунцин, Шэньян, Цзинань и Чжэнчжоу. Среди крупнейших активов — сеть жилых комплексов и торговых центров The MixC, сеть торговых центров Wucaicheng, сеть модных магазинов 1234 Space, отель The St. Regis Hong Kong и небоскреб China Resources Tower в Бангкоке. По состоянию на март 2011 года в China Resources Land работало 6 тыс. человек, рыночная стоимость корпорации составляла 8,7 млрд долларов, а продажи — более 2 млрд долларов.
- China Resources Tower (Шэньчжэнь)
- China Resources Building (Чжэнчжоу)
- Infinite Residence (Чжэнчжоу)
- Causeway Centre (Гонконг)
- China Resources Dreamport (Пекин)
- The Shenzhen Bay MixC (Шэньчжэнь)
- The MixC (Сямынь)
- The MixC (Цзинань)
- The MixC (Шэньчжэнь)
- The MixC (Чжэнчжоу)
- The MixC (Ханчжоу)
- The MixC (Пекин)

### China Resources Property
Компания China Resources Property владеет офисными, гостиничными и жилыми объектами в Гонконге, Таиланде и материковом Китае; среди крупнейших активов — China Resources Building, Causeway Centre и St. Regis Hotel в Гонконге, офисный комплекс China Resources Tower с отелем Conrad и торговым центром в Бангкоке, сеть отелей Kapok в Китае (Гуандун, Цзянсу и Пекин).

### China Resources Cement Holdings
Компания China Resources Cement (CR Cement) является ведущим производителем цемента и бетона в Южном Китае и вторым по величине производителем в стране.

### China Resources Pharmaceutical Group
Компания China Resources Pharmaceutical Group (CR Pharma) занимается разработкой, производством и распространением лекарственных препаратов и медицинского оборудования. Оборот в 2020 году составил 200 млрд гонконгских долларов ($25,9 млрд).

### China Resources Gas Group
Компания China Resources Gas (CR Gas) занимается дистрибуцией газа в крупных китайских городах (поставки предприятиям, жилым домам и офисам, розничная реализация через сеть автозаправок, управление сетями газопроводов).

### China Resources Capital Management
Компания China Resources Capital Management (CR Capital) управляет финансовыми активами группы. Среди крупнейших дочерних и аффилированных компаний CR Capital — China Resources Bank of Zhuhai, China Resources SZITIC Trust, China Resources Investment Enterprises, China Resources Asset Management, CR Capital Real Estate Partners, Guosen Securities, Penghua Fund Management, Huatai Property Insurance и China Resources Yuanta Fund Management (совместное предприятие с тайваньской группой Yuanta Financial Holdings).

### China Resources Beverage
Компания China Resources Beverage Holdings (CR Beverage) занимается производством и дистрибуцией питьевой воды, прохладительных безалкогольных напитков, кофе и чая. Самыми известными брендами являются C’estbon (вода), Afternoon (чай) и Fire (кофе). На китайском рынке упакованной питьевой воды CR Beverage занимает второе место, уступая лишь Nongfu Spring.

### CR Ng Fung
Компания CR Ng Fung занимается оптовыми и розничными продажами мяса, морепродуктов, фруктов, овощей и риса в Китае и Гонконге, логистикой импортных продуктов, а также управляет рядом сельскохозяйственных и рыболовецких предприятий, крупнейшей гонконгской скотобойней в округе Северном округе.

### China Resources Healthcare Group
Компания China Resources Healthcare Group занимается оказанием медицинских услуг, научными исследованиями в сфере здравоохранения, производством медицинского оборудования, управляет сетями больниц. Также она является крупнейшим акционеров компании Phoenix Healthcare (крупнейшая сеть частных больниц в Китае).

### China Resources Microelectronics
Компания China Resources Microelectronics производит различные электронные компоненты и полупроводниковые приборы, в том числе полупроводниковые пластины и интегральные схемы. Среди крупнейших дочерних компаний — CSMC Technologies Corporation, Wuxi China Resources Semico, Wuxi China Resources Micro-Assembly Technology и Wuxi China Resources Huajing Microelectronics.

### China Resources Textiles Holdings
Компания China Resources Textiles Holdings производит нейлоновую пряжу, хлопчатобумажные ткани, брендовую одежду, домашний текстиль, носки, женские сумки и обувь, имеет свою сеть розничных магазинов под брендами Galaday, Rime, Creasugi и Viva Voce.

### China Resources Chemical Holdings
Компания China Resources Chemical Holdings производит полиэстер, растворители и другие химические вещества.

### China Resources Alcohol Corporation
Компания является вторым по величине производителем этанола в Китае.

### China Resources Retail Group
Компания владеет сетью магазинов по продаже художественных и ремесленных изделий, антиквариата, одежды и обуви Chinese Arts & Crafts.
- China Resources Tower (Бангкок)
- Супермаркет Ole'
- Заправка CR Gas
- CR Care
- Банк CRBC
- Chinese Arts & Crafts
- Вода C'estbon
- Пиво Snow

### Другие активы
Также в состав China Resources входят компании China Resources Construction, Beijing China Resources Building, China Resources Shanghai, China Resources Shenzhen, All Seasons Property (недвижимость и строительство), China Resources Logistics (логистика), China Resources Petrochems (нефтехимия), China Resources (Shenyang) Sanyo Compressor (электротехника), China Resources Machinery and Minmetals (машиностроение).
Кроме того, China Resources владеет нефтехранилищем в округе Кхуайчхин, имеет долю в China Resources International Logistics Centre (Самсёйпоу) и компании Hongkong International Terminals (контейнерные терминалы в округе Кхуайчхин).